# پایگاه چهارم شکاری دزفول
پایگاه چهارم شکاری وحدتی از پایگاه‌های شکاری نیروی هوایی ارتش است، که در استان خوزستان قرار دارد. پایگاه چهارم شکاری یک پایگاه ضربتی و واکنش سریع است، که هواپیماهای نورثروپ اف-۵ نیروی هوایی در آن نگهداری می‌شود و اغلب به عنوان اولین یگان واکنش‌دهنده به تهاجمات هوایی شمرده می‌شود. هم‌اکنون سرتیپ‌دوم خلبان فرشید چگینی فرماندهی پایگاه چهارم شکاری را برعهده دارد.

## پیشینه
سابقه احداث پایگاه چهارم شکاری دزفول به سال ۱۳۲۰ در خلال جنگ جهانی دوم بازمی‌گردد، که نیروهای متفقین جهت انتقال وسایل و تجهیزات از خلیج فارس به روسیه، در مکانی حوالی دزفول، به نام تپه‌چرمی (موقعیت کنونی پایگاه) توقف می‌کردند و بعدها در سال ۱۳۲۲ مطالعات جهت احداث پایگاه آغاز شد و در سال ۱۳۳۵ طرح احداث آن به مرحله اجرا درآمد و در سال ۱۳۳۷ بخش‌هایی از این پایگاه، آماده شد و از همین سال، فعالیت خود را تحت عنوان پایگاه دوم آغاز کرد.
در سال ۱۳۳۸ نخستین دسته از هواپیماهای اف-۸۴ در این پایگاه فرود آمدند و در سوم خرداد سال ۱۳۴۰ پایگاه تحویل نیروی هوایی شاهنشاهی ایران گردید. پس از ورود هواپیماهای اف-۸۶ به این پایگاه، اسکادران هواپیماهای اف-۸۴ از خدمت خارج شدند.
در سال ۱۳۴۲ در پی تحویل هواپیماهای اف-۵ سری ای و بی، به این پایگاه، نام آن به پایگاه چهارم شکاری تغییر پیدا کرد. از سال ۱۳۵۴ تاکنون هواپیماهای نورثروپ اف-۵ سری ئی و اف، هواپیماهای سازمانی پایگاه چهارم شکاری دزفول شمرده می‌شوند.

### دوره پهلوی
این پایگاه علاوه بر استفاده عادی توسط نیروی هوایی، در دوره سلطنت محمدرضاشاه پهلوی، جهت آموزش ولیعهد وقت؛ شاهزاده رضا پهلوی، مورد استفاده قرار می‌گرفت.

### جنگ ایران و عراق
در خلال جنگ ایران و عراق، پایگاه چهارم شکاری دزفول، نقش مهمی در دفاع هوایی، حمله به اهداف و نیز انجام عملیات‌های پشتیبانی نزدیک از نیروهای زمینی را برعهده داشت. این پایگاه در اجرای عملیات کمان ۹۹ نیز از یگان‌های عمل‌کننده نیروی هوایی ارتش بود.
فرماندهی پایگاه وحدتی در ابتدای جنگ ایران و عراق، برعهده سرهنگ خلبان محمدرضا تابش‌فر بود و سرهنگ خلبان بهمن فرقانی نیز بعنوان جانشین فرمانده فعالیت می‌کرد، اولین شهید خلبان در روز نخست جنگ شهید سرلشکر خلبان فیروز شیخ حسنی در پایگاه چهارم شکاری وحدتی دزفول بود. مدتی نیز سرهنگ فریدون طالبدوست سمت فرماندهی پایگاه را بر عهده داشت. از سال ۱۳۶۰ تا ۱۳۶۲ سرهنگ خلبان عباس عابدین فرمانده این پایگاه بود و از ۱۳۶۲ تا ۱۳۶۴ نیز سرهنگ خلبان علی گیلانی فرمانده پایگاه وحدتی بود.

### نمایشگاه راهیان نور
نوروز هر سال، نمایشگاه راهیان نور در پایگاه چهارم شکاری دزفول برگزار می‌شود، که این نمایشگاه با هدف معرفی تجهیزات مورد استفاده نیروی هوایی در خلال جنگ ایران و عراق و آشنایی شرکت‌کنندگان با جنگنده‌های نیروی هوایی ارتش انجام می‌گیرد. همچنین در خلال نمایشگاه با خلبانان پیشکسوت نیروی هوایی مصاحبه می‌شود و چند سورتی پروازی نمایشی نیز با جنگنده‌های نورثروپ اف-۵ توسط خلبانان این پایگاه، انجام می‌گیرد. اغلب جنگنده‌هایی از دیگر پایگاه‌های هوایی نیز مانند گرومن اف-۱۴ تامکت، مک‌دانل داگلاس اف-۴ فانتوم ۲، لاکهید سی-۱۳۰ هرکولس، میگ ۲۹، سوخو ۲۴ و بالگردهای کبرا و شینوک و بل و هواپیماهای ترابری به نمایش گذاشته می‌شوند.

## نام‌گذاری پایگاه
پایگاه چهارم شکاری دزفول، که با عنوان پایگاه وحدتی نیز شناخته می‌شود، نامش را از ۲ برادر خلبان بنام‌های «احمد و مهدی وحدتی» به عاریت گرفته است. سرگرد احمد وحدتی برادر بزرگ‌تر و استاد پرواز و خلبان هواپیمای ترابری سی-۴۷ داکوتا بود، که سال ۱۳۳۸ در سانحه هوایی در تهران، کشته شد. سروان مهدی وحدتی نیز برادر کوچک‌تر و خلبان اف-۸۴ تاندرجت بود. وی نیز در سال ۱۳۳۹ در سانحه هوایی درحال خدمت، کشته شد. جهت یادبود این ۲ برادر، به پیشنهاد فرمانده وقت نیروی هوایی شاهنشاهی ایران و با تصویب دولت، پایگاه هوایی دزفول از تاریخ ۲۱ اسفند ۱۳۳۹ بنام پایگاه هوایی وحدتی نامگذاری شد.

## فرماندهان
| #  | عکس | نام                            | تاریخ      | یادداشت                            |
| -- | --- | ------------------------------ | ---------- | ---------------------------------- |
| ۱۱ |     | سرتیپ‌دوم خلبان فرشید چگینی     | ۱۴۰۴–اکنون | - فرمانده پایگاه چهارم شکاری دزفول |
| ۱۰ |     | سرتیپ‌دوم خلبان جواد ولدی       | ۱۴۰۰–۱۴۰۴  | - فرمانده پایگاه چهارم شکاری دزفول |
| ۹  |     | سرتیپ‌دوم خلبان بهمن بهمرد      | ۱۳۹۸–۱۴۰۰  | - فرمانده پایگاه چهارم شکاری دزفول |
| ۸  |     | سرتیپ‌دوم خلبان سیدحمیدرضا آشنا | ۱۳۹۲–۱۳۹۸  | - فرمانده پایگاه چهارم شکاری دزفول |
| ۷  |     | سرتیپ‌دوم خلبان حسن زارع شاهی   | ۱۳۹۰–۱۳۹۲  | - فرمانده پایگاه چهارم شکاری دزفول |
| ۶  |     | سرتیپ‌دوم خلبان نادر یعقوبی     | ۱۳۸۵–۱۳۹۰  | - فرمانده پایگاه چهارم شکاری دزفول |
| ۵  |     | سرتیپ‌دوم خلبان رضا نخبه زعیم   | ۱۳۸۱–۱۳۸۵  | - فرمانده پایگاه چهارم شکاری دزفول |
| ۴  |     | سرتیپ دوم خلبان جواد محمدیان   | ۱۳۷۷–۱۳۸۱  | - فرمانده پایگاه چهارم شکاری دزفول |
| ۳  |     | سرتیپ خلبان خسرو عباسیان       | ۱۳۷۲–۱۳۷۷  | - فرمانده پایگاه چهارم شکاری دزفول |
| ۲  |     | سرتیپ خلبان حبیب بقایی         | ۱۳۶۶–۱۳۷۲  | - فرمانده پایگاه چهارم شکاری دزفول |
| ۱  |     | ?                              | ۱۳۴۰–۱۳۶۶  |                                    |